# 호리우치 켄유
호리우치 켄유(일본어: 堀内 賢雄, 1957년 7월 30일 ~ )는 일본의 성우이자 나레이터. 소속사는 자신이 설립한 켄유 오피스이며, 시즈오카현 고텐바시 출신이다.

## 인물상
고텐바시립 고텐바 중학교, 즈시카이세이 고등학교 졸업. 고교시절에는 야구부에 소속되어 있었다. 요미우리 자이언츠의 열렬팬으로도 알려져 있다.
DJ 등을 거쳐, 타테카베 카즈야에게 발탁되어 오피스 오(オフィス央)에 소속. 특촬방송 《안드로메로스》의 안드로울프역(1983년)으로 데뷔. 인터넷 토크 방송 《오호 말하자면 KENYU(嗚呼ゆえばKENYU)》에서 말하길, 이 작품에 관해 인터뷰를 했다고 알려져 있지만 본인은 별로 기억에 남아있지 않다고 한다. 1984년 3월 오피스 오와 합병한 프로덕션 바오밥으로 이적. 2002년 4월 바오밥에서 독립하여 켄유 오피스를 설립하였다. 같은해 9월 20일부터 인터넷 무료 방송 서비스 《히마츠부시 TV》에서 호리우치의 인터넷 토크 방송 《오호 말하자면 KENYU》가 방송되기 시작하였다. 방송은 약 2년간 진행되었으며 통산 100회, 거의 매주 1회씩 갱신되었다.
1994년 이후 여성향 게임 〈안젤리크 시리즈〉에 출연, 관련 이벤트에 출연하기도 하였다. 또한 고등학교 시절부터 친구인 코스기 쥬로타와 함께 이벤트 《켄쥬 토크 라이브》를 부 정기적으로 개최하고 있다. 〈하야시바라 메구미의 Tokyo Boogie Night〉에서는 장년에 걸쳐 협찬 스폰서 나레이션을 맡고 있다.
일본 외화 및 영화 더빙에서 주로 브래드 피트와 찰리 쉰의 목소리를 담당하는 경우가 많다.
성우인 마츠이 나오코와 결혼하였으나 이혼. 마츠이와는 이혼한 뒤에도 함께 공연하는 작품이 많으며, 이혼한 이틀 뒤에 애프터 레코딩 현장에서 마주친 적도 있다. 또한 이혼 후 인터뷰에서 좋아하는 여자를 질문받았을 때, 농담 반으로 마츠이의 이름을 거론한 적도 있다. 그 뒤 각자 다른 사람과 재혼하여 현재는 두 자녀를 두고 있다.
2006년 5월 31일 방송된 《트리비아의 샘 ~훌륭하고 쓸데없는 잡지식~》에서 〈공사현장의 안내표지판에서 소리가 난다면 누구의 목소리가 좋을까?〉라는 검증이 실시되었다. 음향감독인 우라카미 야스오, 오오쿠마 아키라, 타나카 아키요시가 심사, 오디션을 치러 〈몇 번을 들어도 질리지 않는다.〉〈안정감이 든다〉 등의 이유로 채택되었다.
성우 수업이라 할 만한 것을 전혀 받지 않았으며 독학으로 프로가 된 노력파이다. 때문에 성우가 된 경위에 대해 화제가 되면 대부분의 성우가 출신극단이나 성우 양성소를 이야기하지만 레슨을 받아본적 없는 호리우치는 "어차피 난 DJ출신이니까!" 라며 삐진다. 하지만 후배들은 "오히려 그게 더 멋진데요" 라며 부러워하기도 한다.
본인 왈, 많은 애니메이션 작품에 출연하고 있지만 메이저(대다수 국민들이 알고 있는 애니메이션) 작품에서 주요 캐릭터로 출연한 적이 없어, 타테카베 카즈야의 자이언처럼 "누구나 알고 있는 캐릭터"를 연기하는 것이 꿈이라고 한다.
네오 로망스 작품 이벤트 출연 횟수가 2010년 7월 10일 낮공연을 통해 통산 100회를 맞이 하였다.

## 출연작품
※굵은 글씨는 주연, 주요 캐릭터

### TV 애니메이션
1988년
- 초음전사 보그맨 (프리츠 K. 리델)

1989년
- 초인 로크 - 로드레온 (캐리안)

1989년
- 바람의 전사 (뱍코)

1990년
- 외계소년 위제트 (메가통, 조연 다수)
- 신비한 바다의 나디아 (샌슨)

1991년
- 보거스는 내 친구 (조연 다수)

1992년
- 테카맨 블레이드 (발자크 아시모프)

1993년
- 쾌걸 조로 (가브리엘)

1994년
- 무적용사 사자왕 (츠쿠요미)

1995년
- 애천사전설 웨딩피치 (페트라)

1997년
- 우리반 짱돌이 (와타나베)

2000년
- 은장기공 오디안 (사나다 히데아키)
- 우주인 타로 (진짜 나쁜 별 사람)

2003년
- 포트리스 (차벡)
- 무적뱅커 크로켓 (퐁드보)
- 트윈 스피카 (카모가와 토모로우)
- 에어 마스터 (사카모토 쥴리에타)

2005년
- 허니와 클로버 (하라다)
- 마호라바 Heartful days (하이바라 유키오 (죠니))
- 따끈따끈 베이커리 (브래드 킹)

2006년
- 케로로 군조 (하즈레 성인)
- 라쿠고 천녀 오유이(산유테이 엔쵸)
- 허니와 클로버 2 (하라다)

2007년
- 메이저 3th season（야마다 이치로）
- 블루 드래곤(레고라스)

2008년
- 메이저 4th season（야마다 이치로）
- 페르소나 트리니티 소울 (柊祐一朗)
- 블리치 (야마가이 슈스케)
- 마인탐정 네우로(이케야 토오루)
- 나루토 질풍전 (페인)
- 건슬링거 걸 -IL TEATRINO- (라바로)
- 블루드래곤 : 천계의 7룡 (레골라스)

2009년
- 겐지 이야기 천년기 Genji(키리츠보 황제)
- 메이저 5th season（야마다 이치로）
- 샹그리라(타케히코)
- 데드 프린세스 (시오 지카)

2010년
- 나루토 질풍전(야히코)
- 바쿠만(사사키 편집장)
- 노다메 칸타빌레 피날레(치아키 마사유키)

2011년
- 세계 제일의 첫사랑(요코자와 타카후미)

2012년
- 토리코(이치류)

2013년
- 원피스(킨에몬)

### 극장판
- 하트 나라의 앨리스 (메리 고란드)

### OVA
1989년
- 풍마의 코지로 (뱍코)

1995년
- 침묵의 함대 (존 알렉산더 베이츠)

2004년
- 건담 이글루 - 1년 전쟁비록 (베르너 홀바인)

### 게임
- 은의 관 푸른 눈물 (타니무라 신이치로)
- 스타크래프트 (과학선)
- 안젤리크 시리즈 (오스카)
- 앨리스 시리즈 (메리 고란드)
  - 하트 나라의 앨리스 ~Wonderful Wonder World~
  - 조커 나라의 앨리스 ~Wonderful Wonder World~
  - 애니버서리 나라의 앨리스 ~Wonderful Wonder World~

### 외화 더빙

#### 주성치전담
- 도협 2 (주성조 ※ 비디오 버전)
- 럭키가이 (아수)
- 식신 (주씨)
- 신정무문 (유성)
- 산사초 (미스터 창)
- 지존소자 (아성)
- 천왕지왕 (황사호)

#### 그 외
- 거침없이 하이킥 (이준하(정준하))
- 왕의 남자 (연산군(정진영))
- 인질 (황정민(황정민))